# Прилежащая зона

Морские зоны в соответствии с Конвенцией ООН по морскому праву.

Прилежа́щая зо́на — часть морского пространства, прилегающая к территориальному морю, в котором прибрежное государство может осуществлять контроль в определённых законом установленных областях.

## Юрисдикция
Режим территориальных вод регулируется Конвенцией ООН по морскому праву 1982, а также национальным законодательством прибрежного государства. Согласно ст. 33 Конвенции, в зоне, прилежащей к его территориальному морю и называемой прилежащей зоной, прибрежное государство может осуществлять контроль, необходимый:
1. для предотвращения нарушений таможенных, фискальных, иммиграционных и санитарных законов и правил в пределах его территории или территориального моря;
2. для наказания за нарушение этих правил.

Прилежащая зона может быть четырех видов:
- таможенная,
- фискальная,
- иммиграционная,
- санитарная.

## Пределы
Международное право не допускает расширения прилежащих зон за пределы 24 морских миль (44,4 км), отсчитываемых от тех же исходных линий, от которых отмеряется территориальное море.

## Контроль
Национальным законодательством прибрежного государства определяются органы и их полномочия по контролю в прилежащей зоне.
Контроль включает:
- право остановить судно,
- право произвести осмотр,
- в случае, если имело место правонарушение, право принять меры, необходимые для осуществления расследования обстоятельств нарушения,
- право применять наказание за нарушение.

За нарушение режима прилежащей зоны может быть предпринято преследование нарушителя, в том числе и в открытом море, если оно осуществляется по «горячим следам», то есть начато в прилежащей зоне и ведётся непрерывно. Преследование возможно только при нарушении прав, для защиты которых эта зона установлена.
Прибрежное государство не должно осуществлением своих прав в прилежащей зоне наносить ущерб правам и интересам других государств, правомерно использующих эту зону.